# Saijō
Saijō (西条市, Saijō-shi) est une ville située dans la préfecture d'Ehime, au Japon.

## Géographie

### Situation
Saijō est située sur la côte nord de l'île de Shikoku, au bord de la mer intérieure de Seto.

### Démographie
En 2010, la ville de Saijō avait une population de 111 608 habitants, répartis sur une superficie de 509,78 km2 (densité de population de 219 hab./km2). Elle était de 106 161 habitants en juillet 2022.

## Histoire
La ville moderne de Saijō a été fondée le 29 avril 1941.
Le 1er novembre 2004, les villes de Toyo, Komatsu et Tanbara ont fusionné avec Saijō.

## Transport
Saijō est desservie par les routes nationales 11, 192, 194, 196.
La ville est desservie par la ligne Yosan de la JR Shikoku.

## Jumelage
La ville est jumelée avec Baoding en Chine.

## Personnalités liées à la municipalité
- Nobutaka Taguchi (1951-), nageur olympique, champion olympique, né à Saijō.
- Yūto Nagatomo (1986-), footballeur international, est né à Saijō.